# Ольмеда-де-ла-Куеста
Ольмеда-де-ла-Куеста (ісп. Olmeda de la Cuesta) — муніципалітет в Іспанії, у складі автономної спільноти Кастилія-Ла-Манча, у провінції Куенка. Населення — 37 осіб (2010).
Муніципалітет розташований на відстані близько 110 км на схід від Мадрида, 38 км на північний захід від Куенки.

## Демографія
Динаміка населення (INE ):